# Matekane kifutópálya
A Matekane kifutópálya egy mindössze 400 m hosszú futópályából álló repülőtér az afrikai Lesothóban, amely egy 600 m  mély szakadék szélén végződik. Mivel a 400 méteres futópálya rendszerint túl rövid ahhoz, hogy a repülőgép elemelkedhessen a földtől, a legtöbb felszállásnak része egy rövid zuhanás a szakadékba. A repülőteret gyakran használják jótékonysági szervezetek és orvosok, akik így eljutnak a távoli falvakba a környéken, és jelzik, hogy ez a világ legfélelmetesebb kifutópályája.